# Dravinja
La Dravinja è un fiume della Slovenia, principale immissario della Drava.
Le sue sorgenti sono collocate nel massiccio di Pohorje, a sudovest del monte Rogla, circa 1200 metri sul livello del mare. Il fiume attraversa le città di Zreče, Slovenske Konjice, Poljčane, Makole e Majšperk; a Videm confluisce nella Drava.
Il suo principale immissario è la Polskava.